# Liste der Geotope im Landkreis Regen
Diese Liste enthält die Geotope des Niederbayerischen Landkreises Regen in Bayern.
Die Liste enthält die amtlichen Bezeichnungen für Namen und Nummern des Bayerischen Landesamt für Umwelt (LfU) sowie deren geographische Lage. Diese Liste ist möglicherweise unvollständig. Im Geotopkataster Bayern sind etwa 3.400 Geotope (Stand März 2020) erfasst. Das LfU sieht einige Geotope nicht für die Veröffentlichung im Internet geeignet. Einige Objekte sind zum Beispiel nicht gefahrlos zugänglich oder dürfen aus anderen Gründen nur eingeschränkt betreten werden.
| Name                                                        | Bild           | Geotop ID | Gemeinde / Lage               | Geologische Raumeinheit   | Beschreibung | Fläche m² / Ausdehnung m | Geologie | Aufschlussart                  | Wert               | Schutzstatus                                           | Bemerkung                       |
| ----------------------------------------------------------- | -------------- | --------- | ----------------------------- | ------------------------- | --- | ------------------------ | --- | ------------------------------ | ------------------ | ------------------------------------------------------ | ------------------------------- |
| Aufschluss am Burgberg in Kollnburg                         | weitere Bilder | 276A001   | Kollnburg Position            | Vorderer Bayerischer Wald | Am Burgberg in Kollnburg stehen drei südlich des Pfahls häufige Gesteine im Kontakt zueinander an. Aufgeschlossen ist relativ grobkörniger anatektischer Paragranodiorit und grobkörniger Kristallgranit (benannt nach den großen Kalifeldspatgroßkristallen), zwischen die ein mittelkörniger Zweiglimmergranit eingedrungen ist. Aufschlüsse finden sich rund um den Burgberg. | 32 8 × 4                 | Typ: Gesteinsart, Kontakt, Wollsackbildung Art: Granodiorit, Granit                                                                         | Hanganriss/Felswand            | wertvoll           | Naturpark                                              |                                 |
| Ehemaliger Steinbruch E von Riedmühle                       | weitere Bilder | 276A002   | Viechtach Position            | Hinterer Bayerischer Wald | Am Rand des Pfahlquarzes stehen hier 20 m mächtige Ultramylonite an, deren Mineralbestand eine diaphtoritische Umwandlung zeigt. | 1200 60 × 20             | Typ: Gesteinsart Art: Ultramylonit | Steinbruch                     | wertvoll           | Landschaftsschutzgebiet, Naturpark                     |                                 |
| Aufschluss am Pfahl SE von Metten                           |                | 276A005   | Regen Position                | Hinterer Bayerischer Wald | Durch den Straßenbau wurde Pfahlquarz angeschnitten. Auch der Verlauf des Härtlingszuges ist hier deutlich zu erkennen. | 1500 150 × 10            | Typ: Gesteinsart, Störung Art: Gangquarz | Böschung                       | geringwertig       | Naturdenkmal, Landschaftsschutzgebiet, Naturpark       |                                 |
| Ehemaliger Pegmatitbruch Poschingerhütte ENE von Arnbruck   |                | 276A006   | Arnbruck Position             | Hinterer Bayerischer Wald | Anstehend ist (bzw. war) ein stockförmiger Pegmatit in scharfem Kontakt zu Biotit-Plagioklas-Gneisen. Obwohl der Aufschluss ziemlich zugewachsen ist, erschließt er den Pegmatit sehr schön. Das Zentrum des Pegmatits besteht aus derbem Quarz. Nach außen hin folgen Quarz und Feldspat mit teilweise großen Feldspäten, sowie Partien mit orientierter Verwachsung zwischen Quarz und Feldspat (sog. Schriftgranit). Der Pegmatit wurde zur Quarzgewinnung für die Glasindustrie in Poschingerhütte abgebaut. | 60 15 × 4                | Typ: Gesteinsart, Mineralien Art: Pegmatit                                                                                                  | Steinbruch                     | wertvoll           | Landschaftsschutzgebiet, Naturpark                     |                                 |
| Pegmatitblock Birkenhöhe in Zwiesel                         |                | 276A007   | Zwiesel Position              | Hinterer Bayerischer Wald | In der Grünanlage am Aufgang zum Pfarrzentrum liegt ein einzelner Pegmatitblock mit großen Quarz-, Feldspat- und Biotitkristallen. Stellenweise enthält er auch schwarzen Turmalin. Ein weiterer kleiner Block liegt direkt neben dem Zugangsweg. Die Blöcke stellen den letzten Rest eines Pegmatitabbaues dar, aus dem das Mineral Zwieselit erstmals beschrieben wurde. Die Blöcke sind inzwischen ziemlich in Sträuchern eingewachsen. | 1 1 × 1                  | Typ: Mineralien Art: Pegmatit | Block                          | bedeutend          | Naturpark                                              |                                 |
| Ehemaliger Steinbruch NW von Spiegelhütte                   |                | 276A008   | Lindberg Position             | Hinterer Bayerischer Wald | Der ehemalige Steinbruch zeigt stark verfaltete, sehr variable Gneise mit Kalksilikatfels- und Marmoranteilen. Der Bruch ist inzwischen völlig zugewachsen. Gestein und metamorphe Strukturen sind nur noch an wenigen Wandbereichen zu erkennen. | 80 40 × 2                | Typ: Gesteinsart, Metamorphes Gefüge Art: Cordierit-Sillimanit-Gneis, Biotit-Plagioklas-Gneis, Kalksilikatfels                              | Steinbruch                     | bedeutend          | Nationalpark, Landschaftsschutzgebiet, FFH-Gebiet      |                                 |
| Ehemalige Steinbrüche am Geißruck N von Hausermühle         |                | 276A010   | Zachenberg Position           | Vorderer Bayerischer Wald | Im Steinbruch ist mittelkörniger Granit im Kontakt zu Anatexiten aufgeschlossen. Der Granit zeigt im Kontaktbereich Reaktionen wie Aplitsaum- und Kalifeldspatgroßkristallbildung. Die Anatexite haben im Allgemeinen eine deutliche Textur. Eingelagert finden sich z. T. zerbrochene und deformierte Feldspateinsprenglinge. Aufgrund der Pfahlnähe zeigt das Gestein deutliche Merkmale tektonischer Überprägung. Wegen Verfüllung und Rekultivierung ist nur noch ein Teil des Steinbruches erhalten. | 1200 60 × 20             | Typ: Gesteinsart, Kontakt, Metamorphes Gefüge Art: Granit, Anatexit                                                                         | Steinbruch                     | bedeutend          | Landschaftsschutzgebiet, Naturpark                     |                                 |
| Ehemaliger Steinbruch am Hieselberg NW von Hochbruck        |                | 276A011   | Bischofsmais Position         | Vorderer Bayerischer Wald | Im ehemaligen Steinbruch am Hieselberg sind dunkle, feinkörnige Quarzglimmerdiorite aufgeschlossen. Die Diorite sind teilweise von Quarz- und Aplitgängen durchzogen. Randlich am Kontakt zum Nebengestein (anatektischer Gneis) wird der Diorit von hellen Granitgängen begleitet. Die Gesteine zeigen in ihrem Gefüge deutlich eine tektonische Überprägung. Die Diorite sind auffallend texturiert. Der Steinbruch ist stark verwachsen, die Aufschlusswände nur noch schlecht zugänglich. | 1250 50 × 25             | Typ: Gesteinsart Art: Diorit, Granit | Steinbruch                     | bedeutend          | Naturpark                                              |                                 |
| Ehemaliger Steinbruch am Teufelstisch NW von Bischofsmais   |                | 276A012   | Bischofsmais Position         | Vorderer Bayerischer Wald | Im ehemaligen Steinbruch steht mittelkörniger Granit an, der in der Regel richtungsloses, in Lagen aber auch schwach texturiertes Gefüge (parallel zur Pfahlstörung) zeigt. Der Granit zeigt eine deutliche Klüftung. Auf Klüften wurden ehemals Mineralfunde (Quarz, Feldspat, Flussspat, Rutil u. a.) gemacht. | 3600 120 × 30            | Typ: Gesteinsart, Mineralien Art: Granit | Steinbruch                     | bedeutend          | Landschaftsschutzgebiet, Naturpark                     |                                 |
| Ehemaliger Quarzbruch SE von Eging                          |                | 276A013   | Kollnburg Position            | Hinterer Bayerischer Wald | Der aufgelassene Steinbruch erschließt auf zwei Abbausohlen Pfahlquarz. | 8800 220 × 40            | Typ: Gesteinsart, Störung Art: Gangquarz | Steinbruch                     | geringwertig       | Landschaftsschutzgebiet, Naturpark                     |                                 |
| Unterirdische Gänge in Zwiesel unter dem Stadtplatz         |                | 276A015   | Zwiesel Position              | Hinterer Bayerischer Wald | Genaues Alter und Funktion der unterirdischen Gänge (Fluchtburg?) im Kristallinzersatz mit vermutlich ursprünglich mehreren 100 m Ganglängen und bis zu 20 m Tiefe ist unbekannt. Der Gang unter der Bäckerei erschließt in Gneis eingedrungenen Granit mit Pegmatitgängen. Das Kristallin ist völlig zersetzt, zeigt aber das ursprüngliche Gefüge im Detail. Die Gänge können bei Führungen besichtigt werden. | 50 25 × 2                | Typ: Gesteinsart, Kontakt, Metamorphes Gefüge, Mineralien, Lagerungsverhältnisse, Stollen Art: Cordierit-Sillimanit-Gneis, Pegmatit, Granit | Tunnel/Stollen/Schacht         | bedeutend          | Naturpark                                              |                                 |
| Ehemalige Pegmatitgrube NE von Böbrach (Hubertus Pegmatit)  |                | 276A016   | Böbrach Position              | Hinterer Bayerischer Wald | Der Hubertus Pegmatit ist ein bis etwa 6 m mächtiger zonar gebauter Pegmatitgang. Die Anfänge des Quarzabbaus gehen evtl. auf das Ende des 18. Jahrhunderts zurück. Erhalten sind eine grabenartige Pinge, die in einen Untertageabbau übergeht, und Halden. In dem kleinen Untertagebau sind Reste des weitgehend abgebauten Quarzkernes des Pegmatits aufgeschlossen. Im Quarz sieht man im Anschnitt Feldspatkristalle bis zu 20 cm Kantenlänge. | 60 12 × 5                | Typ: Mineralien, Gesteinsart, Stollen Art: Pegmatit                                                                                         | Tunnel/Stollen/Schacht         | wertvoll           | Landschaftsschutzgebiet, Naturpark                     |                                 |
| Straßenaufschluss S von Kohlplatz bei Bodenmais             |                | 276A017   | Bodenmais Position            | Hinterer Bayerischer Wald | An der Staatsstraße St2132 südlich von Bodenmais sind metatektische bis anatektische Cordierit-Sillimanit-Gneise aufgeschlossen. Teilweise führen diese hellen Gneise auffallend Granat. In dem Aufschluss ist eine Vielzahl metamorpher Gefügemerkmale (wie Bänderung, Fältelung, Einschluss von Schollen etc.) zu erkennen. Auf engem Raum wechseln fast richtungslose Gefüge mit klar orientierten Strukturen ab. | 3750 250 × 15            | Typ: Gesteinsart, Metamorphes Gefüge Art: Cordierit-Sillimanit-Gneis                                                                        | Böschung                       | bedeutend          | Landschaftsschutzgebiet, Naturpark                     |                                 |
| Straßenaufschluss W von Fahrnbach                           |                | 276A021   | Bischofsmais Position         | Vorderer Bayerischer Wald | In der Böschung stehen mittel- bis feinkörnige Quarzdiorite (variable Zusammensetzung: Granodiorit, Tonalit bis Diorit) an, die von granitischen und pegmatitischen Gängen durchsetzt werden. Die Quarzdiorite sind unterschiedlich stark deformiert. | 50 50 × 1                | Typ: Gesteinsart, Metamorphes Gefüge Art: Diorit, Granodiorit, Tonalit                                                                      | Böschung                       | wertvoll           | Naturpark                                              |                                 |
| Pegmatitgrube am Hennenkobel NW von Rabenstein              | weitere Bilder | 276G001   | Zwiesel Position              | Hinterer Bayerischer Wald | Pegmatite sind groß- bis riesenkörnige Ganggesteine, die teilweise seltene und schön ausgebildete Kristalle enthalten. Der Quarzkern des Pegmatits am Hennenkobel wurde im Tage- und Untertagebau für die Glasherstellung abgebaut. Die Abbauwand wurde 2002 wieder freigelegt. Dort ist Granit und Pegmatit aufgeschlossen. Der Abbaustollen ist verschlossen. Die Pegmatitgrube am Hennenkobel wurde bekannt durch verschiedene Mineralienfunde (z. B. Erstbestimmung von Triphylin, einem Phosphatmineral). | 16000 200 × 80           | Typ: Stollen, Typlokalität, Steinbruch/Grube, Mineralien Art: Pegmatit                                                                      | Tunnel/Stollen/Schacht         | wertvoll           | Naturschutzgebiet, Landschaftsschutzgebiet, FFH-Gebiet |                                 |
| Schaubergwerk Silberberg Bodenmais                          | weitere Bilder | 276G002   | Bodenmais Position            | Hinterer Bayerischer Wald | In der poly-metamorphen Sulfidlagerstätte erfolgte der Abbau mindestens seit 1436 (bis 1952). Zunächst stand die Metallerzeugung im Vordergrund, später wurde auch Vitriol und Polierrot gewonnen. Vom Sulfiderzvorkommen des Silberbergs wurden über 80 Mineralien beschrieben. In dem Schaubergwerk werden eindrucksvolle Führungen durch Stollen und gewaltige Höhlungen des Altbergbaus angeboten. Das Geotop gehört zu Bayerns hundert schönsten Geotopen und wird vor Ort mit einer entsprechenden Infotafel erläutert. | 160000 400 × 400         | Typ: Stollen, Mineralien Art: Gneis | Tunnel/Stollen/Schacht         | besonders wertvoll | Naturpark, Landschaftsschutzgebiet                     | Bayerns schönste Geotope Nr. 17 |
| Ehemaliges Bergwerk Rotkot am Kellerberg N von Zwiesel      |                | 276G003   | Zwiesel Position              | Hinterer Bayerischer Wald | Am Rotkot fand ein Abbau sulfidischer Erze statt. Haupterze sind Magnet- und Schwefelkies, daneben treten aber auch Kupferkies, Zinkblende und Bleiglanz auf. Das Nebengestein der Sulfidlagerstätte ist Granat führender Cordierit-Gneis. Erste urkundliche Erwähnung bereits 1580. Der Stollen wurde von 1893 bis 1952 betrieben. Der Stolleneingang ist verschlossen. Im Umfeld sind Halden, an denen sich noch Sulfidminerale, aber auch viel limonitisches Material (Eisenhydroxid) finden lässt. | 9 3 × 3                  | Typ: Stollen Art: Gneis | Tunnel/Stollen/Schacht         | bedeutend          | Landschaftsschutzgebiet, Naturpark                     |                                 |
| Grübenfeld in der Rannenau                                  |                | 276G006   | Lindberg Position             | Hinterer Bayerischer Wald | Die für den Seifengoldbergbau typischen morphologischen Geländeformen werden als Grüben bezeichnet. Dies sind z. B. Trichtergruben, Schürfgräben, Halden (= Seifenhügel) und Kanalsysteme. Das Grubenfeld in der Rannenau am oberen Höllbach zeigt z. T. sehr schön erhaltene Seifenhügel. In der Nähe des Höllbachs sind die Spuren durch zeitweise Überflutung verwaschen. Zum Goldwaschen wurde der Flussschotter bis zu 5 m unter die Geländeoberkante abgebaut. Weitere Grubenfelder befinden sich flussabwärts. | 80000 800 × 100          | Typ: Seifenwäscherei, Pinge/nfeld Art: Kies                                                                                                 | Pinge                          | bedeutend          | Nationalpark, Bodendenkmal, Landschaftsschutzgebiet    |                                 |
| Pegmatitabbau Tafelhöhe                                     |                | 276G010   | Frauenau Position             | Hinterer Bayerischer Wald | Die Quarzschürfe im Bereich der Tafelhöhe oberhalb der Spiegelstraße stammen vermutlich aus der Mitte des 19. Jahrhunderts. Von der Abbautätigkeit (Quarz für die Glashütten) zeugen heute zahlreiche Halden, mehrere Pingen und ein kurzer Stollen in Pegmatit, sowie ein verschlossener Unterbaustollen in Gneis. In dem kurzen Untertagebau ist der Kontakt zwischen Gneis und zonar aufgebautem Pegmatit aufgeschlossen. | 5000 100 × 50            | Typ: Pinge/nfeld, Stollen Art: Pegmatit, Cordierit-Sillimanit-Gneis                                                                         | Tunnel/Stollen/Schacht         | bedeutend          | Landschaftsschutzgebiet, Naturpark                     |                                 |
| Grübenfeld am Mühlenbach bei Unterried                      |                | 276G011   | Drachselsried Position        | Hinterer Bayerischer Wald | Ca. 1 km nordöstlich von Unterried zieht sich auf etwa 1300 m ein bis zu 100 m breites Grübenfeld den Mühlenbach (Schönbach/Hochfellbach) entlang. Entlang des Baches scheint das sehr grobe Bachsediment umgegraben und die Feinfraktion zwischen den groben Geröllen gewachsen worden zu sein. Die Abbauspuren im Anstieg zum Mühlenberg – mit dem Fehlen von Seifenhügeln – deuten darauf hin, dass in diesem Bereich im verwitterten Festgestein eine primäre Goldvererzung Abbauziel gewesen sein könnte. | 130000 1300 × 100        | Typ: Seifenwäscherei, Schurf Art: Cordierit-Sillimanit-Gneis                                                                                | sonstiger Aufschluss           | bedeutend          | Landschaftsschutzgebiet, Naturpark                     |                                 |
| Grübenfeld am Rothbach E von Böbrach                        |                | 276G012   | Böbrach Position              | Hinterer Bayerischer Wald | Auf einer Länge von knapp 1.000 m begleiten Seifenhügel den Lauf des Rothbachs. Die bis zu 5 m hohen Relikte von Goldwäscherei bestehen aus Geröllen von Gneis, Quarz und Granit. Als Blütezeit der Gewinnung von Seifengold dürfte wohl das Spätmittelalter (älteste urkundliche Erwähnung im Jahre 1312) und die frühe Neuzeit infrage kommen. Historisch gesicherte Details gibt es allerdings weder hinsichtlich des Beginns der Goldsuche, noch hinsichtlich der Ausbeute. Ein Rundwanderweg um Bodenmais und Böbrach (weiß auf blau 4) erschließt das Gelände. Das Objekt steht als Bodendenkmal unter besonderem Schutz (Denkmal-Nr. D-2-6944-0052).            | 60000 600 × 100          | Typ: Seifenwäscherei Art: Kies | Pinge                          | wertvoll           | Bodendenkmal, Landschaftsschutzgebiet, Naturpark       |                                 |
| Grübenfeld in der Gschwend                                  |                | 276G013   | Lindberg Position             | Hinterer Bayerischer Wald | Die für den Seifengoldbergbau typischen morphologischen Geländeformen werden als Grüben bezeichnet. Dies sind z. B. Trichtergruben, Schürfgräben, Halden (= Seifenhügel) und Kanalsysteme. Das Grübenfeld in der Gschwend am Kolbersbach zeigt z. T. sehr schön erhaltene Seifenhügel. Zum Goldwaschen wurde der Flussschotter bis zu 5 m unter die Geländeoberkante abgebaut. Weitere Grübenfelder befinden sich flussaufwärts. Das Gebiet steht großräumig als mittelalterlich-frühneuzeitliches Goldseifenhügelgebiet unter der Nr. 920987 als Bodendenkmal unter Schutz.                                                                                           | 150000 600 × 250         | Typ: Seifenwäscherei Art: Kies | Pinge                          | bedeutend          | Nationalpark, Bodendenkmal, FFH-Gebiet                 |                                 |
| Seifenhügel beim Schwellhäusl                               | weitere Bilder | 276G014   | Bayerisch Eisenstein Position | Hinterer Bayerischer Wald | An den Hängen des Falkensteinmassivs finden sich an verschiedenen Stellen Spuren ehemaliger Goldabbaue. Die Cordierit-Sillimanit-Gneise, das Hauptgestein des Falkensteinmassivs, sind bereichsweise tiefgründig verwittert, so dass es entlang der kleinen Bäche auch zu Umlagerungen der Verwitterungsmassen kam. Das in diesen Gesteinen feinverteilte Gold wurde auf diese Weise nur über sehr kurze Distanzen transportiert. Für einen solchen kurzen Transportweg spricht die sehr geringe Verformung der Goldkörner, mit kantigen und teils bizarr geformten Goldkörnern. Das Objekt steht als Bodendenkmal unter besonderem Schutz (Denkmal-Nr. D-2-6945-0057) | 5000 100 × 50            | Typ: Seifenwäscherei Art: Cordierit-Sillimanit-Gneis                                                                                        | sonstiger Aufschluss           | bedeutend          | Nationalpark, Bodendenkmal, FFH-Gebiet                 |                                 |
| Grübenfeld Fürhaupten/Theresienthal                         |                | 276G015   | Zwiesel Position              | Hinterer Bayerischer Wald | Nördlich von Theresiental beim Gewerbegebiet Fürhaupten Nord liegen die Reste eines ursprünglich mindestens 50.000 m² großen Grübenfeldes, von dem etwa 12.000 m² erhalten und bei der Ausweisung des Gewerbegebietes berücksichtigt wurden. Hier wurde einst Gold gewaschen. Vor allem die landwirtschaftliche Aktivität am Rande des Talbeckens von Zwiesel und regelmäßige Hochwässer dürften für die flussnahe Einebnung der Abbauspuren verantwortlich sein. Den besten Erhaltungszustand weisen die Abbauspuren im Wäldchen südlich der Straße Fürhaupten auf. Das Objekt steht als Bodendenkmal unter besonderem Schutz (Denkmal-Nr. D-2-6945-0003)             | 15000 150 × 100          | Typ: Seifenwäscherei Art: Cordierit-Sillimanit-Gneis                                                                                        | sonstiger Aufschluss           | bedeutend          | Bodendenkmal, Naturpark                                |                                 |
| Moosbacher Pfahl NE von Moosbach                            | weitere Bilder | 276R001   | Prackenbach Position          | Hinterer Bayerischer Wald | Langgestreckter, teilweise unterbrochener Pfahlquarzzug, der sich als markanter Höhenrücken über der umgebenden Landschaft erhebt. Im Kammbereich finden sich einzelne Felskämme und Blöcke. | 36000 1200 × 30          | Typ: Härtling, Felswand/-hang, Störung Art: Gangquarz                                                                                       | Hanganriss/Felswand            | bedeutend          | Naturschutzgebiet, Landschaftsschutzgebiet, FFH-Gebiet |                                 |
| Großer Pfahl bei Viechtach                                  | weitere Bilder | 276R002   | Viechtach Position            | Hinterer Bayerischer Wald | Die hoch aufragende Felsmauer aus Pfahlquarz bei Viechtach ist wohl eine der markantesten Formen am gesamten Pfahl. Westlich liegt ein ehemaliger Steinbruch, in dem Pfahlquarz abgebaut wurde. Ein Lehrpfad erläutert die Besonderheiten der Region. Der Pfahl ist der durch die pleistozäne Erosion aus den tertiären Verwitterungsbildungen herauspräparierte verquarzte Kern der Pfahlzone, einer Störungszone die den gesamten Bayerischen Wald von NW nach SE durchzieht. | 105000 1500 × 70         | Typ: Härtling, Felswand/-hang, Felsturm/-nadel, Störung, Gesteinsart Art: Gangquarz                                                         | Hanganriss/Felswand            | wertvoll           | Naturschutzgebiet, Landschaftsschutzgebiet, FFH-Gebiet | Bayerns schönste Geotope Nr. 1  |
| Hofpfahl NE von Fellerhof                                   | weitere Bilder | 276R003   | Kollnburg Position            | Hinterer Bayerischer Wald | Der Hofpfahl ist ein gegen die Umgebung morphologisch deutlich abgesetzter Rücken. An mehreren Stellen des markanten Hügelrückens bildet der Pfahlquarz bis 6 m hohe Felsklippen mit steiler Felswand. Entstanden ist der Pfahlquarz durch Ausscheidungen aus hydrothermalen Lösungen, die an Scher- und Fiederspalten entlang der Tiefenstörung (= Pfahlstörung) eindrangen. Bewegungen während und nach der Quarzabscheidung führten zu dem brekziösen Gefüge der Pfahlquarze. | 240000 800 × 300         | Typ: Härtling, Störung Art: Gangquarz, Ultramylonit                                                                                         | Hanganriss/Felswand            | bedeutend          | Naturschutzgebiet, Landschaftsschutzgebiet, FFH-Gebiet |                                 |
| Antonius-Pfahl bei Viechtach                                | weitere Bilder | 276R004   | Viechtach Position            | Hinterer Bayerischer Wald | Morphologisch markanter Wall des Pfahls mit einzelnen Felsen, Kapelle und Kreuzweg (Antonius-Pfahl). Am Straßen-Durchstich ist der Pfahlquarz aufgeschlossen. | 42000 1400 × 30          | Typ: Härtling, Störung Art: Gangquarz | Hanganriss/Felswand            | bedeutend          | Naturschutzgebiet, Landschaftsschutzgebiet, FFH-Gebiet |                                 |
| Rieslochfall NE von Bodenmais                               | weitere Bilder | 276R006   | Bodenmais Position            | Hinterer Bayerischer Wald | Unterhalb der wasserreichen Kaskaden mit einer Fallhöhe der unteren Fallstufe von 15 m befindet sich eine hydrologische Messstation. Die Riesbachfälle sind über zwei ausgeschilderte Wege erreichbar. | 120 20 × 6               | Typ: Wasserfall Art: Gneis | Prallhang/Flussbett/Bachprofil | bedeutend          | Naturschutzgebiet, Landschaftsschutzgebiet, FFH-Gebiet |                                 |
| Arbersee mit Arbersee-Wänden                                | weitere Bilder | 276R007   | Bayerisch Eisenstein Position | Hinterer Bayerischer Wald | Das Kar entstand durch mehrfache Lokalvergletscherung im Quartär. Die Wände weisen Gletscherschliffe auf. Der Arbersee ist gleichzeitig als Karsee und als Zungenbeckensee anzusprechen. | 720000 900 × 800         | Typ: Kar, Gletscherschliff, Zungenbeckensee Art: Gneis, Moräne                                                                              | Hanganriss/Felswand            | besonders wertvoll | Naturschutzgebiet, Landschaftsschutzgebiet, FFH-Gebiet |                                 |
| Wallmoränen am Arbersee                                     |                | 276R008   | Bayerisch Eisenstein Position | Hinterer Bayerischer Wald | Am Arber sind insgesamt vier Ketten von Wallmoränen zu erkennen, die mit würmeiszeitlichen Stadien in Verbindung gebracht werden. | 850000 850 × 1000        | Typ: End-(Wall-)Moräne Art: Moräne | kein Aufschluss                | bedeutend          | Landschaftsschutzgebiet, Naturpark                     |                                 |
| Tal des Schwarzen Regen zwischen Metten und Teisnach        | weitere Bilder | 276R009   | Teisnach Position             | Hinterer Bayerischer Wald | In der tektonisch angelegten NW-SE streichenden Regenmulde bildete sich ab dem Oligozän ein Entwässerungssystem aus. Das auf Verebnungsflächen mäandrierende Flusssystem wurde etwa ab dem Obermiozän durch Absenkung der Erosionsbasis gebunden. Im Laufe des Pleistozäns hat sich der Fluss immer tiefer eingesenkt und es entstand das heutige Kerbtal. An den Talflanken und im Flussbett finden sich viele Felsblöcke. An steilen Talflanken treten Felsklippen (Gneise) zu Tage. | 1600000 8000 × 200       | Typ: Mäander, Kerbtal, Prallhang Art: Gneis, Diorit                                                                                         | kein Aufschluss                | bedeutend          | Landschaftsschutzgebiet, FFH-Gebiet, Naturpark         |                                 |
| Gipfelgrat des Teufelstischs NW von Bischofsmais            | weitere Bilder | 276R010   | Bischofsmais Position         | Vorderer Bayerischer Wald | Entlang des Grates des Teufelstisches finden sich mehrere Gipfelklippen aus fein- bis mittelkörnigem Granit, die in der Regel eine matrazenförmige Wollsackverwitterung zeigen. Die Granite zeigen meist eine deutliche Einregelung der Kristalle, die auf tektonische Überprägung zurückzuführen ist. Vom Gipfel nach NE schließt sich ein Blockmeer an. Gipfelklippen und Blockmeere sind Folge der pleistozänen Erosion und Verwitterung. | 4000 400 × 10            | Typ: Felsburg, Blockmeer Art: Granit | Hanganriss/Felswand            | wertvoll           | Landschaftsschutzgebiet, Naturpark                     |                                 |
| Pfahl NW von Weißenstein                                    | weitere Bilder | 276R011   | Regen Position                | Hinterer Bayerischer Wald | Der Pfahl ist mit über 100 km Länge eine der bedeutendsten tektonischen Strukturen in Bayern. Die hydrothermale Quarzfüllung der Bruchstruktur bildet häufig Härtlinge. Die ca. 30 m hohen Zinnen des Weißensteins wurden durch pleistozäne Erosion freigestellt und bilden eine der markantesten Formen im Pfahlverlauf. | 128000 1600 × 80         | Typ: Felsburg, Härtling, Störung, Gesteinsart Art: Gangquarz                                                                                | Hanganriss/Felswand            | besonders wertvoll | Naturschutzgebiet, FFH-Gebiet, Naturpark               |                                 |
| Aitnachtal S von Viechtach                                  | weitere Bilder | 276R013   | Kollnburg Position            | Vorderer Bayerischer Wald | Tal der Aitnach zwischen Kirchaitnach und Mündung in den Schwarzen Regen: Die Talanlage des N-S verlaufenden Tales, in dem heute die Aitnach vielfach mäandriert, erfolgte im Alttertiär. Zu erkennen ist eine schwache Talasymmetrie, die aus den Periglazialbedingungen im Pleistozän resultiert. Mit Erreichen des Pfahls fließt der Fluss zunächst Pfahlparallel bis zum steilwandigen, aber weitständigen Pfahldurchbruch. | 1950000 6500 × 300       | Typ: Asymmetrisches Tal, Mäander Art: Kies                                                                                                  | kein Aufschluss                | bedeutend          | Naturpark                                              |                                 |
| Gipfel des Großen Arber mit Richard-Wagner-Kopf             | weitere Bilder | 276R014   | Bodenmais Position            | Hinterer Bayerischer Wald | Im Gipfelbereich des Großen Arber kommen mehrere Felsburgen aus metatektischem Cordierit-Sillimanit-Gneis vor. Besonders markant ist der Bodenmaiser Riegel, der auch als Richard-Wagner-Kopf bekannt ist. Über das Gipfelplateau führt ein naturkundlicher Lehrpfad. | 100000 400 × 250         | Typ: Felsburg, Metamorphes Gefüge, Gesteinsart Art: Gneis                                                                                   | Hanganriss/Felswand            | wertvoll           | FFH-Gebiet, Vogelschutzgebiet, Naturpark               |                                 |
| Hochfall im Moosbachtal NW von Bodenmais                    | weitere Bilder | 276R016   | Bodenmais Position            | Hinterer Bayerischer Wald | Der Hochfall, ein 6 – 8 m hoher, mehrstufiger Wasserfall in eine Bachgumpe, ist der eindrucksvollste der zahlreichen Wasserfälle im Moosbachtal. Im Bachbett mit schönen Kolken ist der anatektische Gneis aufgeschlossen. Der Wasserfall (Naturdenkmal) ist durch einen markierten Wanderweg erschlossen. | 240 40 × 6               | Typ: Wasserfall Art: Gneis | Prallhang/Flussbett/Bachprofil | bedeutend          | Naturdenkmal, Landschaftsschutzgebiet, Naturpark       |                                 |
| Großer Pfahl bei Viechtach, Nordwestteil                    | weitere Bilder | 276R018   | Viechtach Position            | Hinterer Bayerischer Wald | Die Pfahlzone, die den gesamten Bayerischen Wald von NW nach SE durchzieht, ist mit mehr als 100 km Länge eine der bedeutendsten tektonischen Strukturen in Bayern. Bereiche, an denen in der Bruchzone hydrothermaler Gangquarz ausgeschieden wurde, zeichnen sich heute in der Landschaft häufig als Härtlinge ab. Sie wurden durch die pleistozäne Erosion freigelegt, wie dieser markante Härtlingszug aus Pfahlquarz mit mehreren Felsklippen in landschaftlich schönem Umfeld. | 5000 250 × 20            | Typ: Härtling, Felsturm/-nadel, Störung, Gesteinsart Art: Gangquarz                                                                         | Hanganriss/Felswand            | wertvoll           | Naturschutzgebiet, Landschaftsschutzgebiet, FFH-Gebiet |                                 |
| Gipfelbereich Silberberg SE von Bodenmais (Bischofshaube)   | weitere Bilder | 276R019   | Bodenmais Position            | Hinterer Bayerischer Wald | Die Bischofshaube ist der markante Doppelgipfel des Silberbergs bei Bodenmais. Er ist durch den Abbau oder die Herauswitterung von konkordanten Sulfiderzlagen im Gneis entstanden. Im Umfeld finden sich zahlreiche ehemalige Tage- und Untertagebaue, die von dem Jahrhunderte langen Erzbergbau zeugen. | 60000 300 × 200          | Typ: Felskuppe, Tagebau, Mineralien Art: Gneis                                                                                              | keine Angabe                   | wertvoll           | Nationalpark, Landschaftsschutzgebiet, FFH-Gebiet      |                                 |
| Steinbachfall am Falkenstein E von Zwieslerwaldhaus         | weitere Bilder | 276R020   | Lindberg Position             | Hinterer Bayerischer Wald | Das Wasser des Steinbachs überwindet in mehreren kleinen Wasserfallstufen (insgesamt ca. 10 m) eine parallel zum Hang verlaufende Gneissteilstufe. Dieser Gneis mit einer Vielzahl metamorpher Strukturen (Lagenbau, Fältelung, Quarzlinsen und -bänder) ist direkt am Wanderweg neben dem Wasserfall schön aufgeschlossen. | 200 20 × 10              | Typ: Wasserfall, Gesteinsart, Metamorphes Gefüge Art: Gneis                                                                                 | Hanganriss/Felswand            | wertvoll           | Nationalpark, Landschaftsschutzgebiet, FFH-Gebiet      |                                 |
| Gipfelklippe des Kleinen Falkenstein E von Zwieslerwaldhaus | weitere Bilder | 276R021   | Lindberg Position             | Hinterer Bayerischer Wald | Der Gipfel des Kleinen Falkenstein besteht aus einer in mehrere Teilschollen zerlegten imposanten Gipfelklippe aus Gneis. An einigen Stellen können an den Felswänden schöne Gneisstrukturen beobachtet werden: z. B. zeigt der Gneis einen Lagenbau mit Mächtigkeiten der einzelnen Lagen < 1 mm und Faltenstrukturen im cm-dm-Bereich. Vom Gipfel aus hat man einen schönen Ausblick über den Bayerischen Wald. | 2000 100 × 20            | Typ: Felsburg, Gesteinsart, Metamorphes Gefüge Art: Cordierit-Sillimanit-Gneis                                                              | Felshang/Felskuppe             | wertvoll           | Nationalpark, Landschaftsschutzgebiet, FFH-Gebiet      |                                 |
| Gipfelklippe des Großen Falkenstein SE von Zwieslerwaldhaus | weitere Bilder | 276R022   | Lindberg Position             | Hinterer Bayerischer Wald | Der Gipfelbereich des Großen Falkenstein wird durch eine senkrecht nach Westen abbrechende Gneisklippe aufgebaut. Das jetzige Erscheinungsbild des Gipfels geht auf eiszeitliche Freilegung relativ unverwitterter Felspartien durch Abtrag der tertiären Verwitterungsdecke, sowie Frostverwitterung und Frostsprengung zurück. An den zahlreichen fast ebenen Flächen senkrecht zum Gesteinsgefüge sind diverse Gneisstrukturen zu sehen, z. B. Quarzlinsen bis zu 0,3 m Durchmesser. | 2000 100 × 20            | Typ: Felskuppe, Gesteinsart, Metamorphes Gefüge Art: Cordierit-Sillimanit-Gneis                                                             | Felshang/Felskuppe             | bedeutend          | Nationalpark, Landschaftsschutzgebiet, FFH-Gebiet      |                                 |
| Höllbachgspreng und Höllbachfall E von Zwieslerwaldhaus     | weitere Bilder | 276R023   | Lindberg Position             | Hinterer Bayerischer Wald | Die Bach- und Felspartie an der steilabfallenden Ostflanke des Großen Falkensteins wurde bereits im 19. Jahrhundert außer Nutzung und damit unter Schutz gestellt. Über die gesamte Höhe ist der Hang durchsetzt von Felsklippen aus Gneis. Der Höllbach überwindet die Felspartien in mehreren kleinen Wasserfallstufen, deren höchste – der Höllbachfall – ca. 5 m beträgt. Höllbachsee und -schwelle am Talgrund des glazial geformten Tales wurden, um ehemals die Holztrift möglich zu machen, künstlich verändert. | 400000 800 × 500         | Typ: Felswand/-hang, Wasserfall, Gesteinsart, Metamorphes Gefüge Art: Cordierit-Sillimanit-Gneis, Biotit-Plagioklas-Gneis                   | Felshang/Felskuppe             | bedeutend          | Nationalpark, Landschaftsschutzgebiet, FFH-Gebiet      |                                 |
| Gneisklippe NE von Rabenstein                               |                | 276R025   | Ruhmannsfelden Position       | Vorderer Bayerischer Wald | Nordöstlich des Weiler Rabenstein zieht sich ein Härtlingsrücken entlang. Im Wäldchen unmittelbar hinter den Häusern sind Gneisklippen verborgen, die einen guten Aufschluss bilden und schön das unterschiedliche Verwitterungsverhalten der Gesteine zeigen. Die Klippe selbst mit einem markanten, schräg in den Hang einfallenden Schieferungsgefüge besteht aus Perlgneis und Quarzglimmerdiorit. Am Top finden sich zahlreiche Blöcke aus anatektischem Gneis (Paragranodiorit). | 160 20 × 8               | Typ: Härtling, Gesteinsart, Lagerungsverhältnisse Art: Anatexit, Gneis, Quarz-Diorit                                                        | Hanganriss/Felswand            | wertvoll           | Naturpark                                              |                                 |
| Solifluktionsblöcke im Prackenbachtal W von Steinhof        | weitere Bilder | 276R026   | Prackenbach Position          | Hinterer Bayerischer Wald | An den Talflanken des Prackenbachtales oberhalb Steinhof gibt es lose Blockströme mit Blöcken aus Gneis und Anatexit. Während der Kaltzeiten unter Permafrostbedingungen sind diese Blöcke auf Fließerden als Wanderblöcke bis in den Talgrund gelangt. Zur landwirtschaftlichen Nutzung wurden die Blöcke so weit wie möglich aus den Feldern entfernt. Einzelne große Blöcke (zu schwer zum Transportieren) lagern aber an Ort und Stelle auf den Wiesen und am bzw. im Bach. | 200000 1000 × 200        | Typ: Solifluktionserscheinung Art: Anatexit, Blöcke, Lehm                                                                                   | Block                          | bedeutend          | Landschaftsschutzgebiet, Naturpark                     |                                 |
| Habichtstein NE von Kirchdorf                               |                | 276R027   | Kirchberg im Wald Position    | Hinterer Bayerischer Wald | Der Habichtstein ist eine imposante Doppelklippe aus Gneis mit allseitig senkrechten oder überhängenden Wänden bis zu 20 m Höhe. Zwischen den beiden Felstürmen ist ein schmaler Durchschlupf. Nach unten und Westen schließt sich ein Ensemble aus Blöcken und Klippen an. Dort setzt auch ein loser Blockstrom an. An der Westseite des Habichtssteins sind auf dem angewitterten Fels Gneisstrukturen zu erkennen. | 450 30 × 15              | Typ: Felsburg, Felsturm/-nadel Art: Cordierit-Sillimanit-Gneis                                                                              | Felshang/Felskuppe             | wertvoll           | Landschaftsschutzgebiet, Naturpark                     |                                 |
| Hochmoorgebiet Todtenau SE von Dösingerried                 | weitere Bilder | 276R028   | Kirchberg im Wald Position    | Vorderer Bayerischer Wald | Das Hochmmoor-Kerngebiet der Todtenau ist eine der bedeutendsten Hochmoorflächen im Vorderen Bayerischen Wald. Im Zentrum werden Torfmächtigkeiten von 8,5 m erreicht. Die Torfbildung setzte vor mehr als 13.000 Jahren mit Niedermoortorfen ein. Darüber folgen Zwischenmoortorf und seit mehr als 10.000 Jahren Hochmoortorfe. Moorprofile sind durch die Konservierung von Pollen einzigartige Archive der Klima-, Vegetations- und Besiedlungsgeschichte. | 210000 700 × 300         | Typ: Hochmoor Art: Torf | kein Aufschluss                | bedeutend          | Naturschutzgebiet, Landschaftsschutzgebiet, FFH-Gebiet |                                 |
| Gipfelklippen des Großen Rachel                             | weitere Bilder | 276R029   | Frauenau Position             | Hinterer Bayerischer Wald | Der Gipfel des Großen Rachel besteht aus einer Gipfelklippe aus Gneis (metatektischer Cordieritgneis mit Biotit-Plagioklas-Gneis). Direkt im Gipfelbereich kann im Gestein eine Vielzahl metamorpher Gefügemerkmale beobachtet werden: Lagenbau, Faltenstrukturen im cm- bis dm-Bereich, zahlreiche Quarzlinsen, teilweise Mobilisierung heller Bestandteile (Leukosome) die konkordant und diskordant den Gesteinsverband durchziehen. | 500 50 × 10              | Typ: Felskuppe, Metamorphes Gefüge, Gesteinsart Art: Gneis                                                                                  | Felshang/Felskuppe             | bedeutend          | Nationalpark, Landschaftsschutzgebiet, FFH-Gebiet      |                                 |
| Teisnach zwischen Gotteszell und Ruhmannsfelden             | weitere Bilder | 276R030   | Gotteszell Position           | Vorderer Bayerischer Wald | Im Flussabschnitt zwischen Gotteszell und Ruhmannsfelden mäandriert die Teisnach sehr stark. Die Mäander unmittelbar bei Gotteszell sind sehr gleichmäßig ausgebildet. Danach tritt der Fluss in das große S-N gerichtete Talbecken südlich Ruhmannsfelden ein, mit weiteren typisch ausgebildeten Flussmäandern. Die ausgewählte Flusspassage ist ein charakteristisches Beispiel für mäandrierende Gewässer, wie sie im Bayerischen Wald relativ häufig anzutreffen sind. | 10000 2000 × 5           | Typ: Mäander Art: Lehm | kein Aufschluss                | bedeutend          | Naturpark                                              |                                 |
| Felsen am Wagensonnriegel NW von Althütte                   |                | 276R033   | Kirchberg im Wald Position    | Hinterer Bayerischer Wald | Die Felsen am Aussichtspunkt und am Wanderweg an der Kammlinie des Wagensonnriegels bestehen aus metatektischem Cordierit-Sillimanit-Kalifeldspat-Gneis mit Biotit-Plagioklas-Gneis und Kalksilikatgesteins-Einschaltungen. Sie sind z. T. stark verfaltet. | 4000 100 × 40            | Typ: Felswand/-hang, Metamorphes Gefüge Art: Cordierit-Sillimanit-Gneis                                                                     | Felshang/Felskuppe             | bedeutend          | Landschaftsschutzgebiet, Naturpark                     |                                 |
| Granitklippen und Blockmeer bei der Bärenkapelle            |                | 276R024   | Prackenbach Position          | Vorderer Bayerischer Wald | Am Geländerücken (P. 731) im Wald östlich der Kesselbodenkapelle (= Bärenkapelle) tritt Granit zu Tage, der dort teilweise mauerartige Gipfelklippen bildet. Nach Süden sind die Felsen in ein Blockfeld aus Riesenblöcken (bis 10 m³) zerfallen. Die Klippen und Blöcke bestehen aus mittelkörnigem Granit, der auch im N gelegenen Steinbruch bei Igleinsberg abgebaut wird und im Umfeld weitgehend bewachsene Blockmeere bildet. Direkt an P. 731 tritt auch ein grobkörniger Kristallgranit zu Tage. | 16000 200 x 80           | Typ: Felsturm/-nadel, Blockmeer, Gesteinsart Art: Granit                                                                                    | Felshang/Felskuppe             | bedeutend          | Landschaftsschutzgebiet, Naturpark                     |                                 |